# تولا (شورتشي)
تولا هي بلدة في مقاطعة شورتشي في ولاية صرخنداريا في أوزبكستان.